# Stimmhafter uvularer Implosiv
Der stimmhafte uvulare Implosiv ist ein stimmhafter, am Gaumenzäpfchen (uvular) gebildeter Verschlusslaut, der mit nach innen gerichtetem Luftstrom (implosiv) gesprochen wird. Sein Zeichen in der IPA-Lautschrift ist [ʛ].
| Nichtpulmonale Konsonanten | Nichtpulmonale Konsonanten | bilabial | labio- dental | dental | alveolar | alveolar-lateral | alveolo- palatal | post- alveolar | retroflex | palatal | velar | uvular |
| -------------------------- | -------------------------- | -------- | ------------- | ------ | -------- | ---------------- | ---------------- | -------------- | --------- | ------- | ----- | ------ |
| Klicks                     | Klicks                     | ʘ        |               | ǀ      | ǃ        | ǁ                | ǂ                |                | 𝼊         |         |       |        |
| Implosive                  | Implosive                  | ɓ        |               |        | ɗ        |                  |                  |                | ᶑ         | ʄ       | ɠ     | ʛ      |
| Ejektive                   | Ejektive Plosive           | pʼ       |               | t̪ʼ     | tʼ       |                  |                  |                | ʈʼ        | cʼ      | kʼ    | qʼ     |
| Ejektive                   | Ejektive Frikative         | ɸʼ       | fʼ            | θʼ     | sʼ       | ɬʼ               | ɕʼ               | ʃʼ             | ʂʼ        | çʼ      | xʼ    | χʼ     |
| Ejektive                   | Ejektive Affrikaten        |          |               | t͡θʼ    | t͡sʼ      | t͡ɬʼ              | t͡ɕʼ              | t͡ʃʼ            | ʈ͡ʂʼ       | c͡çʼ     | k͡xʼ   | q͡χʼ    |